# San Ángelo
San Ángelo es una ciudad ubicada en el condado de Tom Green en el estado estadounidense de Texas. En el Censo de 2010 tenía una población de 93200 habitantes y una densidad poblacional de 608,43 personas por km².

## Geografía
San Ángelo se encuentra ubicada en las coordenadas 31°26′20″N 100°27′7″O / 31.43889, -100.45194. Según la Oficina del Censo de los Estados Unidos, San Angelo tiene una superficie total de 153.18 km², de la cual 147.28 km² corresponden a tierra firme y (3.85%) 5.9 km² es agua.

## Demografía
Según el censo de 2010, había 93200 personas residiendo en San Ángelo. La densidad de población era de 608,43 hab./km². De los 93200 habitantes, San Angelo estaba compuesto por el 80.38% blancos, el 4.63% eran afroamericanos, el 0.82% eran amerindios, el 1.14% eran asiáticos, el 0.09% eran isleños del Pacífico, el 9.99% eran de otras razas y el 2.95% pertenecían a dos o más razas. Del total de la población el 38.48% eran hispanos o latinos de cualquier raza.

## Educación
El Distrito Escolar Independiente de San Ángelo gestiona escuelas públicas.